# Opertorbitolites
Opertorbitolites es un género de foraminífero bentónico de la subfamilia Opertorbitolitinae, de la familia Soritidae, de la superfamilia Soritoidea, del suborden Miliolina y del orden Miliolida. Su especie tipo es Opertorbitolites douvillei. Su rango cronoestratigráfico abarca desde el Ilerdiense (Eoceno inferior) hasta el Priaboniense (Eoceno superior).

## Clasificación
Opertorbitolites incluye a la siguiente especie:
- Opertorbitolites douvillei †